# Sitzenberg-Reidling
Sitzenberg-Reidling è un comune austriaco di 2 091 abitanti nel distretto di Tulln, in Bassa Austria; capoluogo comunale è Reidling.